# Шарлотт Редкліфф
Шарлотт Редкліфф (англ. Charlotte Radcliffe, 3 серпня 1903 — 12 грудня 1979) — британська плавчиня.
Призерка Олімпійських Ігор 1920 року.